# Менчик, Йозеф
Йозеф Менчик (чеш. Josef Menčík ; около 1870 — 21 ноября 1945, Страконице, Чехословакия) — чешский рыцарь, выходец из семьи потомственных землевладельцев. Участник Движения Сопротивления.

## Биография
В 1911 году Йозеф Менчик выкупил разрушенную в результате пожара Добршскую крепость (которая датируется 14 веком) у семьи Шварценбергов и начал её реставрировать. Он собирал средневековые артефакты, связанные с рыцарством, часто покупая их на чёрном рынке или вывозя контрабандой из Франции. Менчик ездил верхом по окрестным землям в доспехах и пытался заинтересовать молодёжь историей и идеалами рыцарства. Он приглашал школьные экскурсии в свой замок.
Чешский Дон Кихот, как его вскоре стали называть, был большим поклонником средневековой истории. Он был реконструктором и увлечённым энтузиастом рыцарства. Он отказывался от современных удобств, таких как электричество, и использовал свечи и факелы в качестве освещения в замке.
Местные жители также называли его «Fousatý táta» («Бородатый папа») или «Последний рыцарь». Он был известен среди местных жителей своим благородством, честью, отвагой, гостеприимством и отзывчивостью.

## Встреча солдат Вермахта
В 1938 году, когда немецкие танки вторглись в Судетскую область Чехословакии, он надел доспехи, взял в руки меч, сел на коня и двинулся навстречу танковой армии, преградив ей путь. Появление Менчика перед немецкой колонной ненадолго остановило продвижение немецких войск на оккупированную территорию. Но всё же наивная и авантюрная попытка задержать противника провалилась.
Немцы, однако, не стали стрелять в «рыцаря» и вскоре спокойно объехали его. Они также позволили ему вернуться в свой замок и спокойно жить там, так как не восприняли его попытку сопротивления всерьёз.
Эта попытка, будучи абсурдной, вскоре стала одним из немногих случаев сопротивления аннексии Судетской области, а после и всему вторжению Германии в Чехословакию в 1939 году (хотя помимо этого в 1939 году небольшие части чехословацкой армии все же дали отпор в Мистеке).
Йозеф Менчик успел увидеть свою страну свободной от нацистской оккупации. Он умер в своём замке в ноябре 1945 года от сердечного приступа, когда его собственность национализировали новые власти.